# Déli védelmi rendszer
A déli védelmi rendszer (ismert még Rákosi-vonal vagy Magyar Maginot-vonal néven is) egy részlegesen megépített erődrendszer volt Magyarország és az akkori Jugoszlávia között.

## Története
1948-ban a magyar–jugoszláv kapcsolatok elhidegültek Tito különutas politikája miatt. Az elhidegülés jeleként szovjet tanácsra védelmi vonalat alakítottak ki egy esetleges Jugoszlávia felőli NATO-támadás ellen. A védelmi rendszer a teljes jugoszláv határ mentén, vagyis körülbelül 630 kilométeren terült volna el. Ez részben a határsávban lakók kitelepítését, határsáv létrehozását, részben egy erődrendszer építését, a hadsereg létszámának emelését jelentette. 
Az építkezések 1952-ben kezdődtek és 1955-ben, Rákosi Mátyás leváltásakor félbeszakadtak. A beruházásra az akkori magyar évi GDP 25%-át költötték el.